# Horodyszcze (rejon szepetowski)
Horodyszcze (ukr. Городище) – wieś na Ukrainie w rejonie szepetowskim obwodu chmielnickiego.

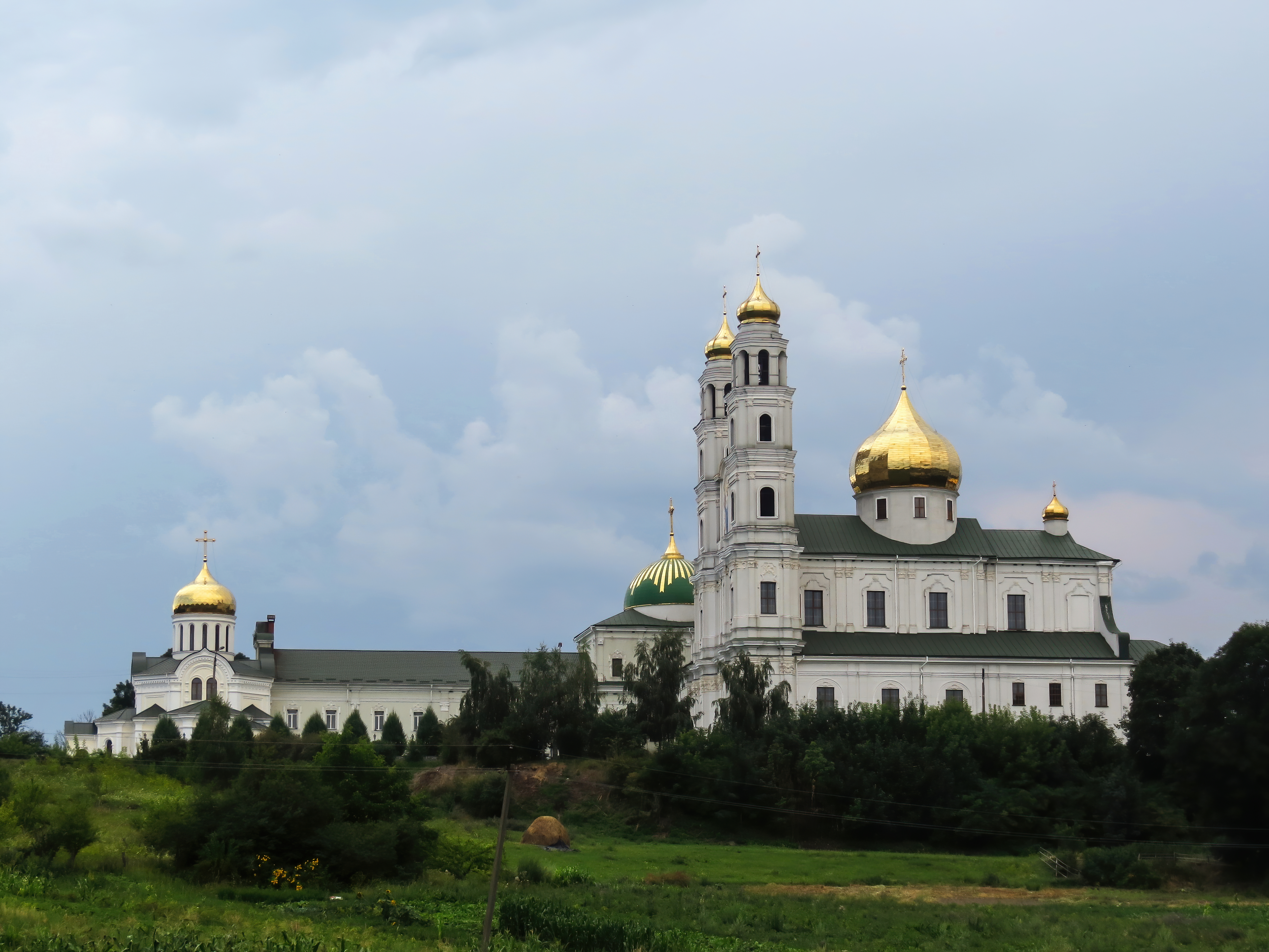

W Horodyszczu znajduje się prawosławny monaster Narodzenia Matki Bożej, założony przez Świątobliwy Synod Rządzący Rosyjskiego Kościoła Prawosławnego w dawnym klasztorze karmelickim, ufundowanym w 1740 przez Lubomirskich.
W klasztorze karmelitów w Horodyszczu spoczywały zwłoki znanego z literatury romantycznej kapelana konfederacji barskiej, księdza Marka.
Znajduje się tu przystanek kolejowy Imeni Pjaskorśkoho, położony na liniach Szepetówka – Starokonstantynów oraz Szepetówka – Tarnopol.
Pod rozbiorami siedziba gminy Horodyszcze w powiecie zasławskim guberni wołyńskiej.